# Finger Ridges
Finger Ridges är en bergstopp i Antarktis. Den ligger i Östantarktis. Australien gör anspråk på området. Toppen på Finger Ridges är 2 048 meter över havet, eller 274 meter över den omgivande terrängen. Bredden vid basen är 10,5 km.
Terrängen runt Finger Ridges är huvudsakligen kuperad, men åt sydväst är den platt. Trakten är obefolkad. Det finns inga samhällen i närheten. 